# Glottiphyllum
Glottiphyllum is een geslacht uit de ijskruidfamilie (Aizoaceae). De soorten uit het geslacht komen voor in de Kaapprovincie in Zuid-Afrika.

## Soorten
- Glottiphyllum carnosum N.E.Br.
- Glottiphyllum cruciatum (Haw.) N.E.Br.
- Glottiphyllum depressum (Haw.) N.E.Br.
- Glottiphyllum difforme (L.) N.E.Br.
- Glottiphyllum fergusoniae L.Bolus
- Glottiphyllum grandiflorum (Haw.) N.E.Br.
- Glottiphyllum linguiforme (L.) N.E.Br.
- Glottiphyllum longum (Haw.) N.E.Br.
- Glottiphyllum neilii N.E.Br.
- Glottiphyllum nelii Schwantes
- Glottiphyllum oligocarpum L.Bolus
- Glottiphyllum peersii L.Bolus
- Glottiphyllum regium N.E.Br.
- Glottiphyllum salmii (Haw.) N.E.Br.
- Glottiphyllum suave N.E.Br.
- Glottiphyllum surrectum (Haw.) L.Bolus

... · 
Antimima · 
Argyroderma · 
Carpobrotus · 
Disphyma · 
Dorotheanthus · 
Gibbaeum · 
Lapidaria · 
Lithops · 
Mesembryanthemum · 
Sceletium · 
Tetragonia · 
...